# Thomas Weingartner

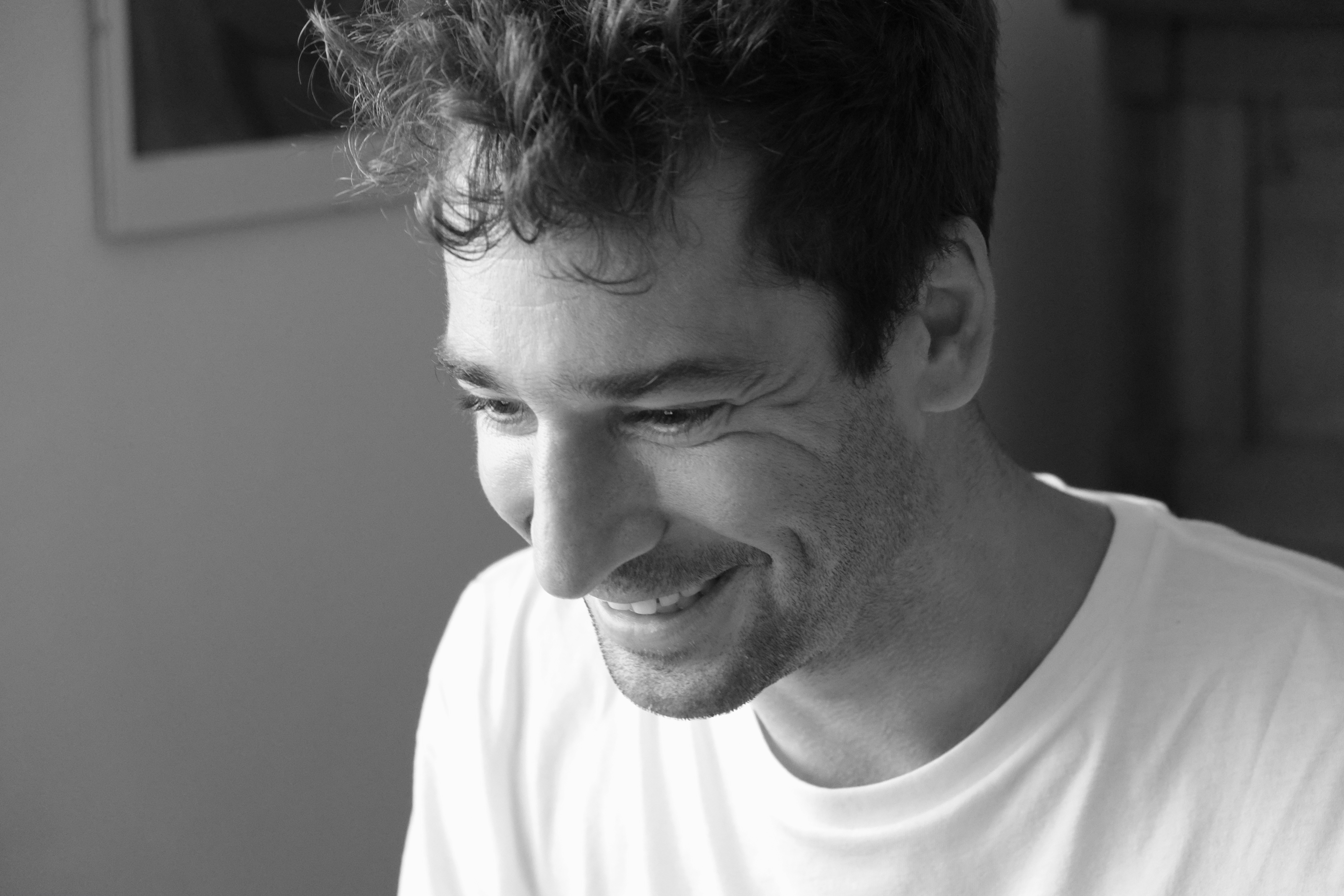
Thomas Weingartner (2014)

Thomas Weingartner (* 18. April 1976 in Lienz, Osttirol) ist ein österreichischer Drehbuchautor.

## Leben
Thomas Weingartner studierte Drehbuch und Dramaturgie an der Abteilung Film und Fernsehen der Universität für Musik und darstellende Kunst Wien in Wien, wo er lebt und arbeitet.
Gemeinsam mit Stefan Hafner schrieb er Drehbücher zu ORF-Fernsehserien wie SOKO Donau, SOKO Kitzbühel, Schnell ermittelt und Die Detektive, sowie für die Reihen Landkrimi, Stadtkomödie und Tatort.
Für das Drehbuch zum ORF-Landkrimi Wenn du wüsstest, wie schön es hier ist wurde er 2016 gemeinsam mit Hafner mit dem Spezialpreis der Jury des Thomas-Pluch-Drehbuchpreises sowie dem Fernsehpreis der Österreichischen Erwachsenenbildung ausgezeichnet.
Mit Tatort: Her mit der Marie! schrieb er erstmals ein Drehbuch zu einer Tatort-Folge, mit Lass den Mond am Himmel stehn folgte der erste Münchner Tatort mit den Ermittlern Batic und Leitmayr.

## Filmografie (Auswahl)
- 2002: I Saw I Was I (Kurzfilm)
- 2007: Mitten im 8en (Fernsehserie, drei Episoden)
- 2009: SOKO Donau (Fernsehserie, zwei Episoden)
- 2012–2018: SOKO Kitzbühel (Fernsehserie, zwölf Episoden)
- 2012: Schnell ermittelt – Werner Demscher
- 2014: Die Detektive (Fernsehserie)
- 2015: Landkrimi  – Wenn du wüsstest, wie schön es hier ist
- 2016: Landkrimi  – Drachenjungfrau
- 2017: Stadtkomödie – Harri Pinter, Drecksau
- 2018: Tatort: Her mit der Marie!
- 2018: Stadtkomödie – Geschenkt
- 2020: Tatort: Lass den Mond am Himmel stehn
- 2022: SOKO Linz (Fernsehserie, Folgen Women only und Rave)
- 2023: Tatort: Was ist das für eine Welt (Fernsehreihe)
- 2023: SOKO Linz (Fernsehserie, Folgen Ist Luisa da? und Schattenspiele)
- 2024: Kopftuchmafia – Ein Stinatz-Krimi (Fernsehreihe)
- 2025: Uhudler-Verschwörung – Ein Stinatz-Krimi (Fernsehreihe)

## Auszeichnungen
- 2000: Drehbuch 2000 – Lobende Erwähnung für Krötennacht[1]
- 2005: Carl-Mayer-Drehbuchpreis für ‘Raus aus uns!‘ (Immer nie am Meer)
- 2005: 8. Harder Literaturwettbewerb – Preisträger für die Prosakurzgeschichte Auf dem Schiff
- 2005: Dramatikerstipendium der Literar-Mechana
- 2015: Prix Europa Special Commendation
- 2016: Thomas-Pluch-Drehbuchpreis – Spezialpreis der Jury für Wenn du wüsstest, wie schön es hier ist gemeinsam mit Stefan Hafner[5]
- 2016: Fernsehpreis der Österreichischen Erwachsenenbildung gemeinsam mit Andreas Prochaska und Stefan Hafner[4]
- 2020: Nominierung für den Deutschen Fernsehkrimipreis für den Tatort-Film Lass den Mond am Himmel stehn
- 2020: Nominierung beim Fernsehfilmfestival Baden-Baden für den Tatort-Film Lass den Mond am Himmel stehn